# James Bond III
James Bond III (* 31. Dezember 1969 in Harlem, New York City) ist ein US-amerikanischer Schauspieler, Regisseur und Filmproduzent. Einige Quellen geben als Geburtsjahr 1966 an.

## Leben
Bond wurde im New Yorker Stadtteil Harlem geboren. Nachdem er im Alter von nur acht Jahren in einer Schulaufführung einen Zuhälter dargestellt hatte, fanden seine Eltern eine Talentagentur für ihn.
Eine erste Rolle vor der Kamera hatte er 1977 als Kinderdarsteller in der Fernsehserie Tabitha. Im selben Jahr war er in einer Folge der Fernsehserie Love Boat zu sehen und er bekam eine wiederkehrende Rolle als Doc in zwölf Folgen der NBC-Fernsehserie The Red Hand Gang. Es folgten Gast- und Nebenrollen in weiteren Serien, Filmen sowie Fernsehfilmen.
So war er 1979 in Das Wunder von Pittsburgh, 1984 in Booker, 1985 in Go Tell It on the Mountain und 1990 in dem von ihm produzierten afroamerikanischen Horrorfilm Vampire in New York (Def by Temptation) zu sehen, bei dem er auch Regie führte und für den er das Drehbuch sowie die Musik beisteuerte (On a Mission, Sex and the Single Man). In seinem von Troma Entertainment finanzierten Vampirfilm hatten Kadeem Hardison, Bill Nunn und Samuel L. Jackson Auftritte. Im Jahr 1991 wurde der Film in der Kategorie „Bester Film“ beim Genre-Filmfest Fantasporto für den International Fantasy Film Award nominiert. Zuletzt war Bond 2019 in einer Gastrolle des Films Transit zu sehen.
Als ausführender Produzent war er von 2009 bis 2015 unter anderem für mehrere Teile der Fernsehserie Meet Virginia, für den Fernsehfilm Jackson Horn, den Film Restless (alternativ: Contrition) sowie verschiedene Kurzfilme verantwortlich. Der Filmemacher gründete mehrere, zum Teil kurzlebige Medienproduktionen: unter anderem Solid Rock Pictures und die Underground Railroad Company (URC) in Cañon City in der Nähe von Colorado Springs.
Im deutschen Sprachraum wurde Bond unter anderem von Simon Jäger, Sven Plate und Benjamin Völz synchronisiert.

## Filmografie (Auswahl)
Als Schauspieler
- 1977: Tabitha (Fernsehserie)
- 1977: Love Boat (Fernsehserie)
- 1977: The Red Hand Gang (Fernsehserie)
- 1978: Big Bob Johnson and His Fantastic Speed Circus (Fernsehfilm)
- 1979: Wonder Woman (Fernsehserie)
- 1979: Das Wunder von Pittsburgh
- 1978–1980: Die Waltons (Fernsehserie)
- 1980: Vegas (Fernsehserie)
- 1980: The Sky Is Gray (Fernsehfilm)
- 1980: Die Schnüffler (Fernsehserie)
- 1980: Boomer, der Streuner (Fernsehserie)[9]
- 1981: B.J. und der Bär (Fernsehserie)
- 1981: Enos (Fernsehserie)
- 1981: Junge Schicksale (The Color of Friendship; Fernsehserie)
- 1982: A House Divided: Denmark Vesey’s Rebellion (Fernsehfilm)
- 1984: Booker (Fernsehfilm)
- 1985: American Playhouse (Go Tell It on the Mountain; Fernsehserie)
- 1988: School Daze
- 1990: Vampire in New York (Def by Temptation)
- 2019: Transit

Als Produzent
- 1990: Vampire in New York (Def by Temptation)
- 2009: Personal Jesus (Video)
- 2010: Meet Virginia (Fernsehserie)
- 2010: Cagin of Chrysaint
- 2011: Jackson Horn (Fernsehfilm)
- 2012: Restless (Contrition)
- 2015: Scarecrow’s Last Dance (Kurzfilm)
- 2019: Disturbed Remains